# Cemitério da Chacarita
O Cemitério da Chacarita (em castelhano:  Cementerio de la Chacarita), também chamado Cemitério do Oeste (em castelhano:  Cementerio del Oeste), é um cemitério localizado em Buenos Aires, Argentina, e com seus 95 hectares o maior da cidade; limitado pelas ruas Guzmán, Jorge Newbery, os trilhos da Ferrovia General San Martín, Garmendia, Del Campo e Elcano.

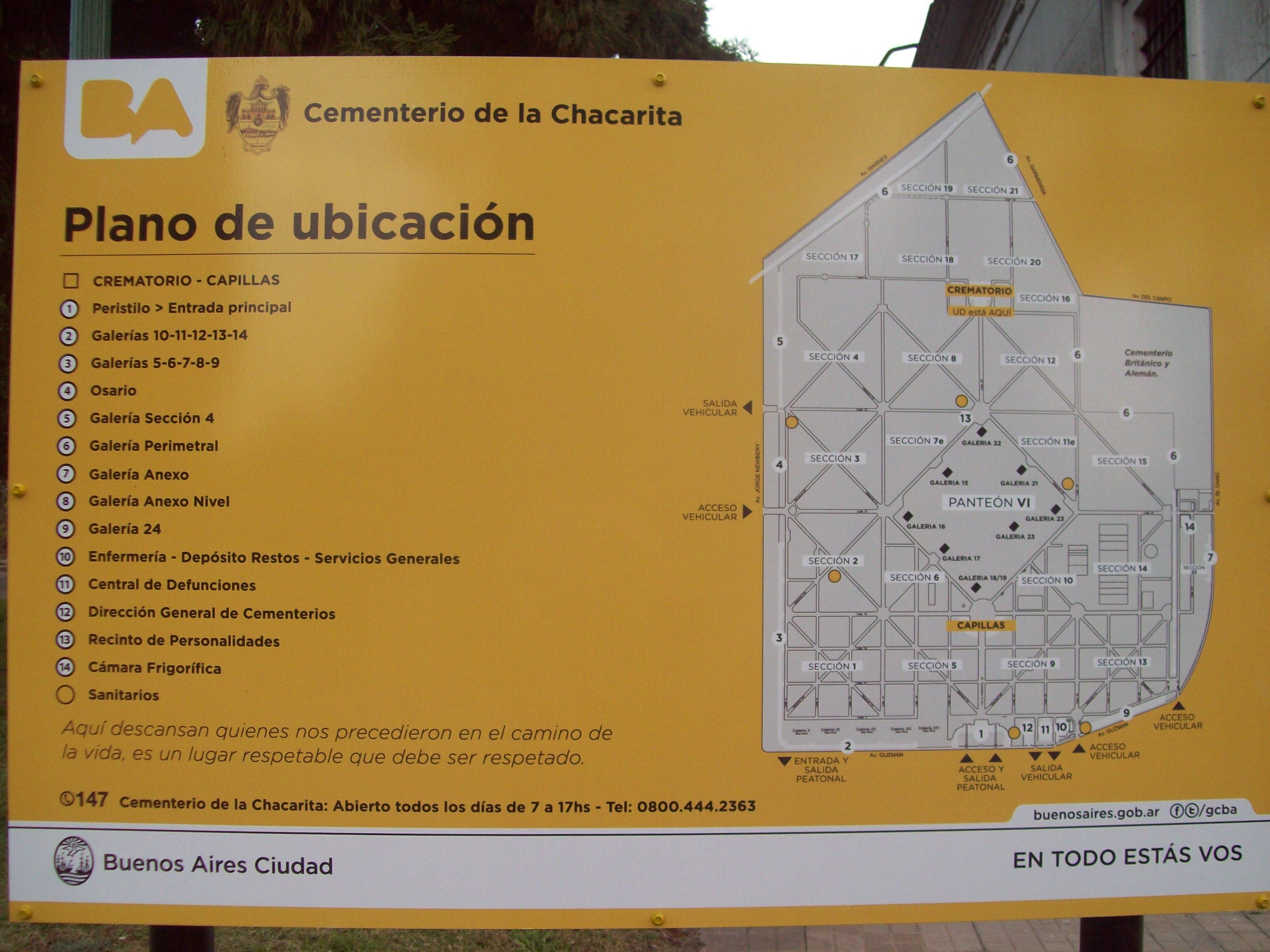
Mapa de localização

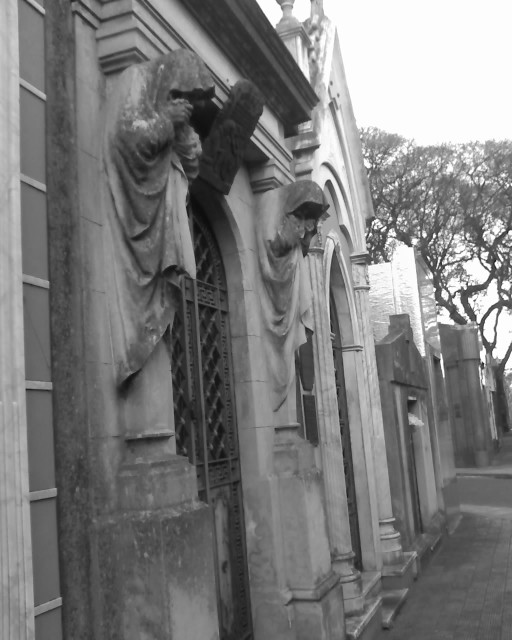
Mausoléu no cemitério

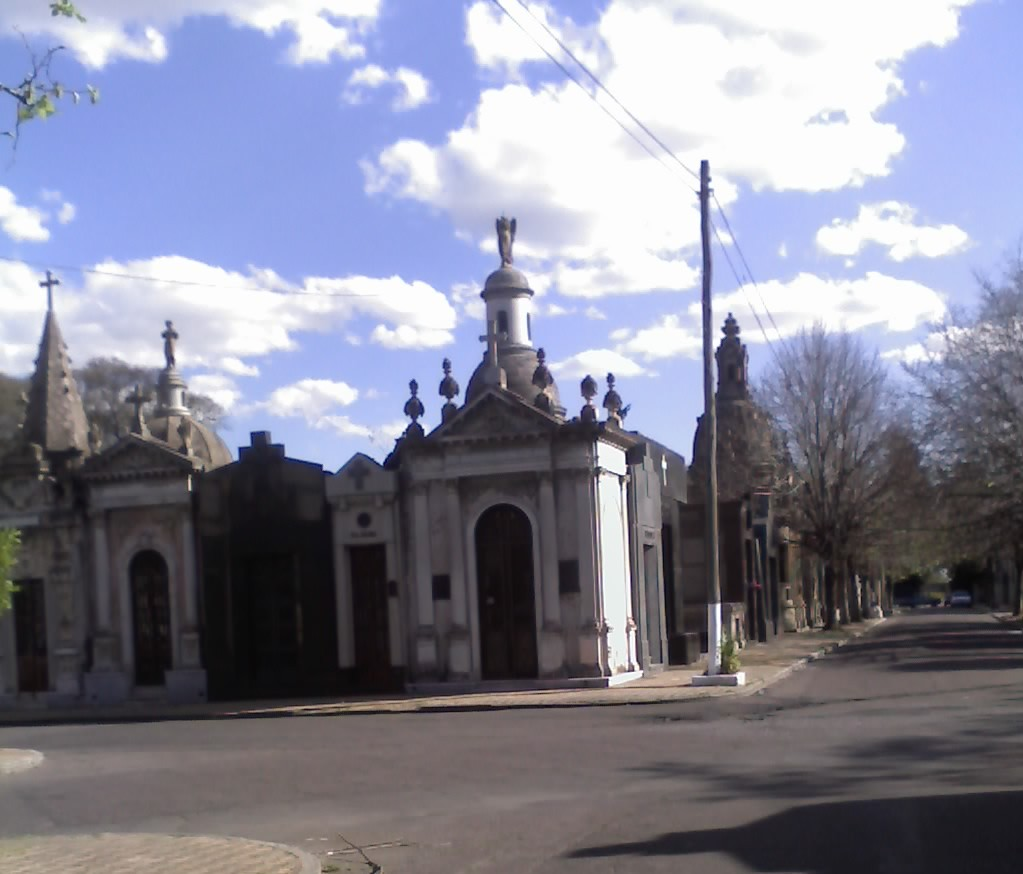
Uma esquina do setor de mausoléus

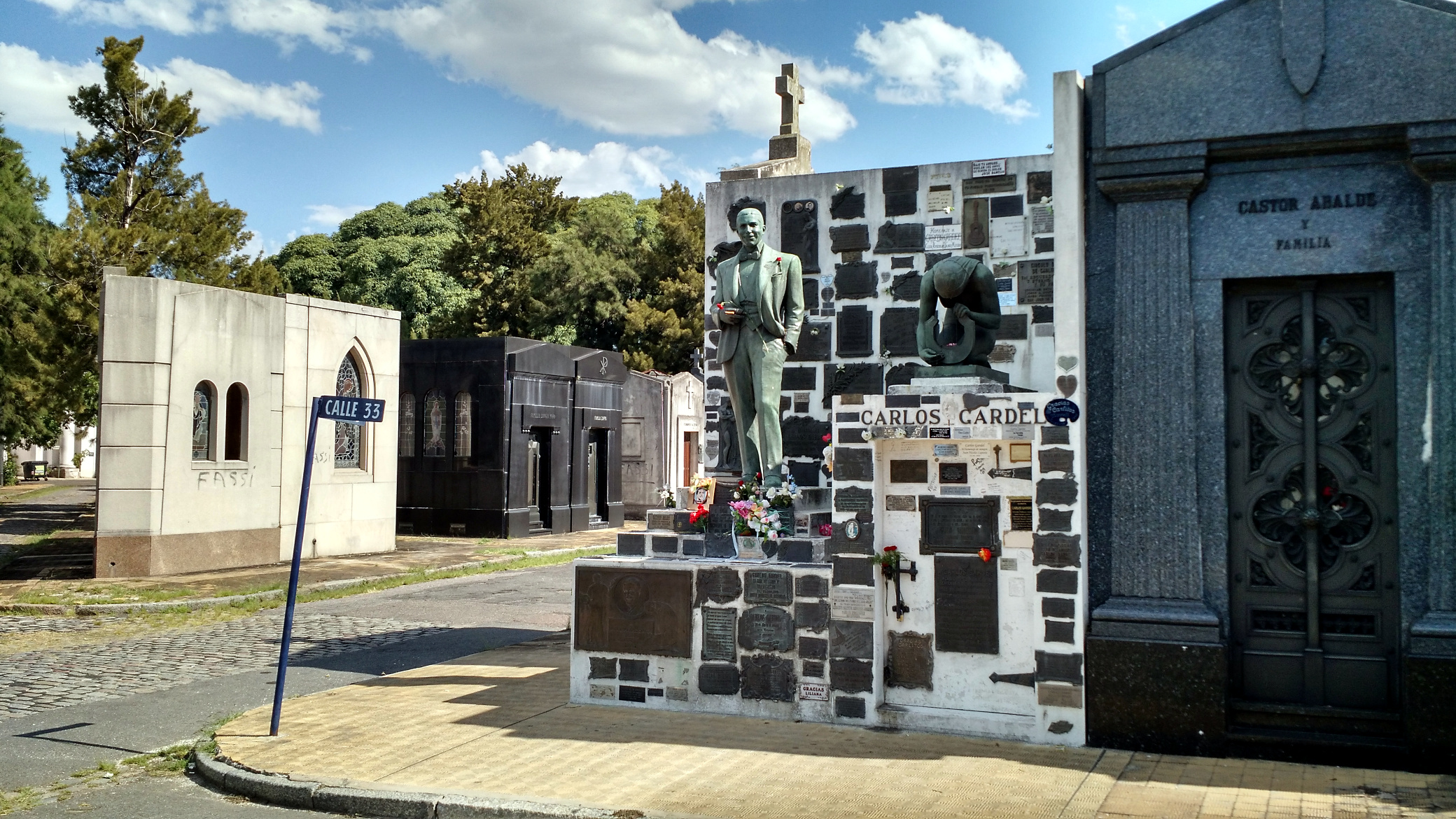
Sepultura de Carlos Gardel

## Origem
Em 1871 uma epidemia de febre amarela atingiu a cidade de Buenos Aires, sendo por isto necessário construir novos cemitérios, já que os existentes não tinham vagas suficientes e o  el Cementerio del Norte (atualmente Cemitério da Recoleta) havia proibido o enterro dos mortos pela epidemia.
O nome do bairro, refletido no nome ao cemitério, vem do diminutivo chácara ou chacra, palavra quechua que significa "fazenda" ou "quinta". Neste caso foi a chácara do Colégio que a Companhia de Jesus teve na periferia da cidade de Buenos Aires em meados do século XVIII. Por essa razão, era conhecido como "la chacrita" ou "chacarita de los colegiales".
Foi criado o Bonde Funeral, que foi utilizado para chegar ao cemitério, e a chamada Estação Funerária foi inaugurada no cruzamento das ruas Bermejo (atualmente Jean Jaurès) e Avenida Corrientes, onde eram recebidos os caixões.
O cemitério tinha condições mínimas de higiene e, além do grande número de vítimas da epidemia, foram cremados até 564 corpos em um dia e, segundo depoimentos, em um dia morreram 14 funcionários. Mas os odores exalados e a insalubridade incomodavam os vizinhos do bairro. Por essa razão o cemitério foi fechado em 1875, mas continuou funcionando até 9 de dezembro de 1886, quando foi definitivamente fechado.

## Chacarita la Nueva
A partir de 1887 os sepultamentos começaram a se realizar no cemitério Chacarita la Nueva, sendo os cadáveres exumados do antigo cemitério e levados ao ossuário geral do novo cemitério. Em 30 de dezembro de 1896 esse cemitério foi denominado Cemitério do Oeste, mas como ainda era conhecido como Cemitério da Chacarita, um decreto de 5 de março de 1949 o renomeou dessa maneira. A partir de 13 de novembro de 1903 opera no cemitério o crematório da cidade de Buenos Aires.

### Personalidades
No Cemitério da Chacarita estão sepultadas diversas personalidades da política, esporte e cultura argentina:
- Guillermo Stábile (1905-1966) futebolista, técnico de futebol argentino, goleador do mundial de 1930 e como técnico de futebol da Seleção Argentina o que mais ganhou a Copa América.
- Leopoldo Galtieri (1926-2003) tenente-general do Exército Argentino e Presidente da Argentina.
- Alfredo Alcón (1930-2014) ator, diretor.
- José Alonso (1917-1970), dirigente sindical.
- Alejandro Álvarez (1938-2015) ator.
- José Amalfitani (1894-1969) dirigente esportivo, ex-presidente do Club Atlético Vélez Sarsfield.
- Alberto Anchart (1931-2011) ator.
- Roberto Arlt (1900-1942) escritor.
- Emín Arslán (1868-1943) escritor, jornalista e diplomata nascido no Líbano, fundador e diretor da Revista La Nota e autor de diversos livros em castelhano e em árabe.[3]
- Paquita Bernardo (1900-1925) bandoneonista de tango.
- Amelia Bence (1914-2016), atriz.
- Antonio Berni (1905-1981) pintor, gravador, muralista.
- Oscar Bonavena (1942-1976) boxeador.
- Ángel Borlenghi (1904-1962) sindicalista e político.
- Enrique Cadícamo (1900-1999) letrista de tango.
- Juan Carlos Calabró (1934-2013) ator.
- Jeanette Campbell (1916-2003) nadadora, primeira mulher medalhista olímpica.
- Francisco Canaro (1888-1964) músico e diretor de tango.
- Julio de Caro (1899-1980) músico e diretor de tango.
- Francisco de Caro (1898-1976) músico de tango.
- Evaristo Carriego (1883-1912) poeta.
- Elías Castelnuovo (1893-1982) escritor.
- Adolfo Castelo (1940-2004) jornalista, humorista.
- Gustavo Cerati (1959-2014) músico, cantor e compositor e líder fundador de Soda Stereo.
- Ramón Antonio Cereijo (1913-2003) economista.
- Rafael Cortés (1838- 1887) advogado e político, ex-governador da Província de San Luis.
- Juan d'Arienzo (1900-1976) músico e diretor de tango.
- Alejandro De Michele (1954-1983) cantor, poeta, compositor e guitarrista de rock.
- Norberto Díaz (1952-2010) ator.
- Gustavo Donés (1953-2007) músico de rock, integrante da banda Suéter.
- Enrique Santos Discépolo (1901-1951) compositor de tango, dramaturgo, ator.
- Juan Carlos Dual (1933-2015) ator.
- Eduardo Luis Duhalde (1939-2012) advogado e historiador.
- Vito Dumas (1900-1965) desportista, navegador.
- María Gabriela Epumer (1963-2003) guitarrista, cantora e compositora de rock.
- Ada Falcón (1905-2002) cantora de tango.
- Edelmiro Julián Farrell (1887-1980) militar, presidente de fato da Argentina entre 1944 e 1946.
- Leon Ferrari (1920-2013) artista plástico.
- Celedonio Flores (1896-1947) poeta e letrista de tango.
- Roberto Fontana (1934-1999) produtor.
- Juan Gálvez (1916-1963) automobilista.
- Oscar Gálvez (1913-1989) automobilista.
- Carlos Gardel (1890-1935) músico e cantor de tango.
- José María Gatica (1925-1963) boxeador (trasladado para Villa Mercedes, San Luis, em 2013).
- Martín Gianola (1970-2013) ator.
- Gilda (1961-1996) cantora de cúmbia.
- Severino Di Giovanni (1901-1931) anarquista italiano.
- Rodolfo González (1930-2009) acordeonista.
- Roberto Goyeneche (1926-1994) cantor de tango.
- Paul Groussac (1848-1929) historiador, escritor, bibliotecário.
- Alfredo Guttero (1882-1932) pintor.
- Annemarie Heinrich (1912-2005) fotógrafa.
- Bernardo Houssay (1887-1971) médico, científico, Nobel de Fisiologia ou Medicina 1947.
- José Ingenieros (1877-1925) médico, escritor.
- Gustavo Kupinski (1974-2011) músico de rock.
- Raúl Landini (1909-1988) boxeador.
- Julieta Lanteri (1873-1932) médica, política.
- Juan Carlos Lectoure (1936-2002) empresário pugilístico.
- Alfredo Le Pera (1900-1935) músico, acompanhante de Carlos Gardel.
- Irineu Leguisamo (1903-1985) desportista, jóquei.
- Benjamín Menéndez (1885-1975) militar.
- Roberto Marcelo Levingston (1939 - 2015) militar, presidente de fato.
- Antonio Vespucio Liberti (1902-1978) dirigente esportivo, presidente do Club Atlético River Plate.
- Cipe Lincovsky (1929-2015) atriz.
- Elena Lucena (1914-2015) atriz, cantora.
- Joana Paula Manso de Noronha (1819-1875) educadora, ativista.
- Agustín Magaldi (1898-1938) músico de tango.
- Homero Manzi (1907-1951) letrista de tango e cineasta.
- La Madre María (María Salomé Loredo, 1854-1928), curandeira hispano-argentina.
- Miguel Marín (1944-1991) futebolista, goleiro.
- Mona Maris (1906-1991) atriz.
- Adrián Martel (1948-2013) ator.
- Patrick McCarthy (1871-1963) marinheiro e professor.
- Norberto Méndez (1923-1998) desportista, futebolista.
- Tita Merello (1904-2002) atriz.
- Enrique Gorriarán Merlo (1941-2006) líder guerrilhero, fundador do Exército Revolucionário do Povo (ERP).
- Miguel de Molina (1908-1993) cantor de copla.
- Ernesto Montiel (1916-1975) músico, folclorista.
- Oscar Moro (1948-2006) músico de rock.
- Federico Moura (1951-1988) músico de rock.
- Norberto Pappo Napolitano (1950-2005) cantor, compositor, guitarrista de rock.
- Héctor Negro (1934-2015) jornalista e poeta.
- Jorge Newbery (1875-1914) desportista, aviador.
- Elsa Sánchez de Oesterheld (1925-2015) ativista, membro da Mães da Praça de Maio.
- Alberto Olmedo (1933-1988) humorista.
- Malvina Pastorino (1916-1994) atriz.
- Adolfo Pedernera (1918-1995) desportista, futebolista.
- Pascual Pérez (1926-1977) boxeador.
- Débora Pérez Volpin (1967-2018) jornalista, legisladora.
- Juan Domingo Perón (1895-1974) presidente da Argentina. Seus restos foram trasladados para San Vicente, Buenos Aires, em 2006.
- Pocho La Pantera (1950-2016) cantor.
- Fabián Polosecki (1964-1996) jornalista.
- Norma Pons (1943-2014) atriz e vedete.
- Jorge Porcel (1936-2006) humorista.
- Alfredo Prada (1924-2007) boxeador.
- Osvaldo Pugliese (1905-1995) músico de tango e diretor de orquestra.
- Benito Quinquela Martín (1890-1977) pintor.
- Francisco Rabanal (1906-1982) político.
- Rubén Rabanal (1935-1985) político.
- Ariel Ramírez (1921-2010) músico, compositor, pianista.
- Martha de los Ríos (1906-1995) atriz.
- Ahmed Ratip Canga (1905-1993) músico de jazz.
- Waldo de los Ríos (1934-1977) músico, diretor de orquestra.
- Ethel Rojo (1937-2012) vedete e atriz.
- Nélida Romero (1926-2015) atriz.
- José Ignacio Rucci (1924-1973) dirigente sindical.
- Luis Sandrini (1905-1980) ator.
- Carlos di Sarli (1903-1960) músico e diretor de tango.
- Jorge Sassi (1950-2015) ator.
- Mohamed Alí Seineldín (1933-2009) militar argentino.
- Osvaldo Soriano (1943-1997) escritor.
- Alfonsina Storni (1892-1938) poetisa.
- Justo Suárez (1909-1938) boxeador.
- Horacio Taicher (1954-1993) ator.
- Torcuato Di Tella (1892-1948) industrial, filantropo.
- Guido Di Tella (1931-2001) engenheiro, economista, político.
- Juan Manuel Tenuta (1924-2013) ator.
- Carlos Thays (1849-1934) paisagista.
- Leopoldo Torre Nilsson (1925-1978) diretor, produtor de cinema.
- Lolita Torres (1929-2002) atriz.
- Aníbal Troilo (1914-1975) músico de tango.
- Saúl Ubaldini (1936-2006) dirigente sindical.
- Augusto Timoteo Vandor (1923-1969) dirigente sindical.
- Quique Villanueva (1942-1997) cantor de música beat.
- Ángel Villoldo (1861-1919) músico de tango.
- María Elena Walsh (1930-2011) poetisa e compositora.
- Marcos Zucker (1921-2003) ator.
- Claudio da Passano (1961-2023) ator.[4]

No Cemitério Alemão (contíguo a Chacarita e ao Cemitério Britânico) está enterrado Hans Langsdorff (1894-1939), comandante do encouraçado Admiral Graf Spee da Alemanha Nazista.

## Demolição do Histórico Anexo 22
Desde julho de 2016 o cemitério perdeu o setor histórico conhecido como ANEXO 22. O governo da cidade (Administração de Horacio Rodriguez Larreta) lançou o projeto para construir uma praça em seu lugar. Para este fim, foram demolidos os nichos históricos do final de 1800 (que estavam dentro e abaixo da muralha histórica que ficava na Av. Elcano) e exumadas centenas de cadáveres que estavam nos 3 hectares onde a praça estava sendo construída. Apesar das reivindicações de organizações culturais, partidos políticos, funcionários do cemitério e vários historiadores, o governo se recusou a publicar os planos do trabalho e descartou as alegações dizendo que este setor do cemitério nunca foi usado, o que é negado por vários registros históricos e de filmes. A nova "Plaza Elcano" ou "Plaza del Horror", como começa a ser chamada, será localizado não só nos restos de centenas de portenhos, mas também ao lado da sala fria do cemitério.